# El Dorado (24kGoldn)
El Dorado è il primo album in studio del rapper statunitense 24kGoldn, pubblicato il 26 marzo 2021 dalla Records e Columbia.

## Promozione
L'album è stato anticipato dalla pubblicazione di tre singoli: la hit mondiale Mood, una collaborazione con Iann Dior pubblicata il 24 luglio 2020 e che ha raggiunto le vette delle classifiche in oltre trenta paesi; Coco, una collaborazione con DaBaby estratta il 4 dicembre 2020 e infine 3, 2, 1 che è stato reso disponibile il 17 febbraio 2021.

## Tracce
1. The Top – 3:16
2. Company (feat. Future) – 3:33
3. Love or Lust – 2:56
4. Outta Pocket – 2:27
5. Coco (feat. DaBaby) – 2:22
6. Butterflies – 3:40
7. Breath Away – 2:51
8. Yellow Lights – 2:26
9. 3, 2, 1 – 2:12
10. Empty (feat. Swae Lee) – 2:43
11. Cut It Off – 2:35
12. Don't Sleep – 3:27
13. Mood (feat. Iann Dior) – 2:21

## Classifiche
| Classifica (2021) | Posizione massima |
| ----------------- | ----------------- |
| Belgio (Fiandre)  | 124               |
| Canada            | 7                 |
| Danimarca         | 28                |
| Finlandia         | 31                |
| Francia           | 127               |
| Irlanda           | 85                |
| Islanda           | 34                |
| Italia            | 77                |
| Lituania          | 10                |
| Paesi Bassi       | 44                |
| Stati Uniti       | 22                |
| Svezia            | 43                |